# Utopia (Konstantin-Wecker-Album)
Utopia ist das 26. Studioalbum des Liedermachers Konstantin Wecker aus dem Jahr 2021.

## Inhalt
Neben dreizehn Liedern enthält das Album vier Gedichte, darunter eine Bearbeitung des Monologs aus Faust und das Sonett Warum Sonette? Im dritten Gedicht Was mich wütend macht fragt Wecker sich, weshalb die Unterdrückten ihren Unterdrückern zujubeln.
Der Album- und Liedtitel Utopia schildert den Traum von einer gewaltfreien Welt. Das Cover stellt dazu den Buchstaben „P“ als offene Tür dar. Das Album endet mit Willy 2021, der achten Wiederaufnahme seines Liedes von 1977, und Wecker stellt darin ernüchtert fest, dass immer neue rechtsgerichtete Gewalttaten geschehen. Diesmal geht es stellvertretend um den „Willy“ Vili-Viorel Paun, der bei dem Anschlag in Hanau 2020 am 19. Februar 2020 sich einem Rassisten entgegenstellte und erschossen wurde.

## Hintergrund
Das Lied Das wird eine schöne Zeit entstammt einer Partitur der 80er-Jahre, die Wecker wiederentdeckt und neu aufgenommen hat.
Für Herbst 2020 war die „Utopia“-Tour geplant – zu diesem Zeitpunkt war das Album aber noch nicht fertig, so dass die coronabedingte Absage das Problem löste.

## Zitate
„Immer wieder werde ich gefragt, wie ich denn so naiv sein könne und glauben würde, dass wir den Kapitalismus gewaltfrei besiegen könnten und stattdessen ein herrschaftsfreies Miteinander gestalten können.
Und immer wieder sage ich: Wir müssen eben damit beginnen. Jede und jeder auf ihre und seine Art. […]
Und unter dem derzeit alles beherrschenden Mantel der Corona-Berichterstattung tut sich was. Ja, es brodelt. Eine gigantische Frauenbewegung von Argentinien über Kurdistan ist weltweit am Erblühen, Antirassismus-Bewegungen auf der ganzen Welt, Fridays for Future, das Wort Anarchie wird wieder positiv notiert in vielen Kreisen – nur weil sie uns unsere Träume ausreden wollen, heißt das nicht, dass wir sie nicht verwirklichen können.“

## Ensemble
- Thomas Oberleitner: Trompete
- Christian Loferer: Horn
- Sebastian Sager: Posaune
- Jürgen Key: Klarinette
- Susanne von Hayn: Fagott
- Benedikt Don Strohmeier: Violoncello
- Miriam Hanika: Englisch Horn und Oboe

## Produktion
Aufnahme, Mischung und Mastering übernahm Stefan Gienger, Tonassistent war Alexander Hubmann. Die Arrangements wurden überwiegend von Johannes Barnikel eingerichtet, bei Bin ich endlich angekommen in Zusammenarbeit mit Wecker, der auch Das wird eine schöne Zeit und Was uns am Leben hält arrangierte.
Fotos des Covers und des Booklets stammen von Thomas Karsten, Grafik/Design übernahm Uwe Liesmann.

## Titelliste
1. Prolog: Faust – 2:46
2. An die Musen – 3:51
3. Was einem der Regen raunend erzählt – 3:14
4. Warum Sonette? – 0:50
5. Bin ich endlich angekommen – 2:52
6. Was mich wütend macht – 0:58
7. Es gibt kein Recht auf Gehorsam – 2:47
8. Das wird eine schöne Zeit – 5:27
9. Was uns am Leben hält – 3:27
10. Die Tage grau – 6:23
11. Es lebe die Zerbrechlichkeit – 1:05
12. Wir werden weiter träumen – 3:17
13. Schäm dich Europa – 2:56
14. Utopia – 3:24
15. Wie lieb ich es, den Tieren zuzusehen – 3:28
16. Anstatt zu siegen – 2:48
17. Willy 2021 – 8:53

## Kritiken
‚Utopia‘ bietet in 17 Titeln eine große musikalische Bandbreite, klare inhaltliche Aussagen und typische Wecker-Lyrik. Bei ‚Was einem der Regen raunend erzählt‘ reicht ihm ein Klavier als Begleitung. In ‚Anstatt zu siegen‘ schlägt er sphärische Worl-Music-Töne an. In Titeln wie ‚Das wird eine schöne Zeit‘ sorgen Musiker der Münchner Staatsoper für klassische Klänge.